# Бодисена
Бодхисена (тамилски: போதிஸேன; кинески и јапански : 菩提 僊 那; 704–760) је био индијски будистички учењак и монах познат по путовањима у Јапан и оснивању школе Кегон, хуајанске школе кинеског будизма
Његов боравак је забележен у званичним историјским записима под називом Шоку Нихонги, где је називан Бодај-Сена.

## Ране године
Бодхисена је рођен у Мадурају око 704 године. Мистичну инспирацију је добио од Манђусрија Бодисатве. У почетку је отишао у Кину, чувши да би могао да се сусретне са инкарнацијом Манђусрија на планини Вутај. Међутим, када је стигао до планине, речено му је да се инкарнација налази у Јапану. Такође се упознао са десетим јапанским амбасадором у Кини Тађихи но Мабито Хиронаријем. Упознао је и јапанског монаха Рикјоа.

## Путовање у Јапан
На позив цара Шому, посетио је Јапан како би проширио употребу тамилског и успоставио хуајански будизам у земљи. Путовао је са јапанском делегацијом Тађихи но Хиронари, преко Камбоџе и Чампе у Вијетнаму.
На истом броду биле су и друге важне историјске личности.
Међу сапутницима су били и Генбо и Киби но Макиби. Генбо је био монах и враћао се из Кине са преко 5000 фасцикала који су чинили кинески будистички канон. Киби је са собом донео знања о везењу везова, свирању лире и игру Го.

## Живот у Јапану
Дружина је стигла у Наниву (Осака) августа 736. године и дочекао их је монах Гјоки.
Према бројним изворима, Гјоки и Бодисена су се препознали из прошлог живота. Према Шуи Вакашу, Гјоки је изјавио да су били заједно на Врху Лешинара када је Буда проповедао Лотус Сутру. Бодисена, назван у Јапану „Барамон Сођо“ (брамански свештеник), такође говори о томе да су заједно били у Капилавастуу. Такође је препознао Гјокија као реинкарнацију бодисатве Мањусрија којег је тражио. Њихов разговор је забележен на следећи начин:
Гјоки:
На Светој Гори,
У присуству Сакје,
Себе доследан
Истина у коју смо се заклели није пропала:
Поново сам се срео с тобом!
Барамон Сојо одговара:
Завет који смо положили
Заједно у Капилавасту
Уродио је плодом:
Јер лице Мањусрија
Данас сам поново видео! 
Гјоки је водио Бодисену до Наре и представио га цару. Према њему су поступали са великом чашћу и сместио га је у храму званом Даианђи, где је основао кегонски будизам и такође учио тамилски.
Године 752. цар Шому га је замолио да одржи церемонију отварања ока за џиновску бронзану статуу Буде Ваирокане саграђену у Тодаиђију. Дошен је такође играо значајну улогу. Сликање очију урадио је Бодисена.
Бодисена је боравио у Даианђи (大安寺) у Хеиђокјо до краја свог живота. Умро је 25. фебруара 760. у храму Даианђи, а сахрањен је на планини Риоуђусен (霊鷲山), поштујући његову жељу.

## Наслеђе
Јапански традиционални дворски плес и музика још увек садрже неке од облика изражавања које је Бодисена увео у јапанску културу.
Каже се да је четрдесет седам знакова јапанског писма настало по узору на тамилску абецеду, а израдио их је јапански будиста Кобо Даиши (774—835.). Распоред јапанског слога заснован на тамилском систему такође се приписује утицају Бодисене у Јапану, који ће се, према Рири Накајами, „наставити све док јапански језик буде постојао“.